# Абдулазиз ел Хатран
Абдулазиз Мухамед ел Хатран (арап. عبد العزيز الخثران; рођен 31. јула 1973, Мека) је бивши професионални фудбалер и репрезентативац Саудијске Арабије.
У каријери је играо на више позиција. Почео је као леви бек, да би се касније пребацио на место левог крила, односно дефанзивног везног у репрезентацији. Маркос Пакета, селектор репрезентације Саудијске Арабије, уврстио га је у тим за Светско првенство у фудбалу 2002. и 2006.